# Flowers (Miley Cyrus)
Flowers is een nummer van de Amerikaanse zangeres Miley Cyrus. Het nummer werd uitgebracht op 12 januari 2023 via Columbia Records als de eerste single van Cyrus' aankomende achtste studioalbum, Endless Summer Vacation (2023). Het nummer was een enorm commercieel succes, met een recordaantal van meer dan 101 miljoen streams op Spotify in de eerste week van release. Ook kwam het in verschillende landen binnen op de eerste plaats van de charts.

## Uitgave
Op 31 december 2022, terwijl ze haar NBC live-special Miley's New Year's Eve Party organiseerde, kondigde Cyrus de releasedatum aan van "Flowers" voor 13 januari 2023, de verjaardag van haar ex-man Liam Hemsworth.
De release van de single ging gepaard met een videoclip, geregisseerd door Jacob Bixenman.  De video begint met een brede opname van Cyrus die over een brug loopt in Elysian Park, Los Angeles terwijl ze een gouden vintage Yves Saint Laurent -jurk draagt met capuchon zonder daar iets onder en zonnebril, en vervolgens verschuift de clip naar een scène waarin ze zwemt, sport en danst – helemaal alleen.

## Awards en nominaties
Een overzicht van de belangrijkste awards en nominaties voor Flowers: 
| Organisatie                     | Jaar | Categorie                              | Resultaat   |
| ------------------------------- | ---- | -------------------------------------- | ----------- |
| MTV Video Music Awards          | 2023 | Video of the Year                      | Genomineerd |
| MTV Video Music Awards          | 2023 | Song of the Year                       | Genomineerd |
| MTV Video Music Awards          | 2023 | Best Pop                               | Genomineerd |
| MTV Video Music Awards          | 2023 | Best Cinematography                    | Genomineerd |
| MTV Europe Music Awards         | 2023 | Best Song                              | Genomineerd |
| MTV Europe Music Awards         | 2023 | Best Video                             | Genomineerd |
| NRJ Music Awards                | 2023 | International Song of the Year         | Gewonnen    |
| NRJ Music Awards                | 2023 | International Video of the Year        | Gewonnen    |
| Billboard Music Awards          | 2023 | Top Hot 100 Song                       | Genomineerd |
| Billboard Music Awards          | 2023 | Top Radio Song                         | Gewonnen    |
| Billboard Music Awards          | 2023 | Top Streaming Song                     | Genomineerd |
| Billboard Music Awards          | 2023 | Top Selling Song                       | Genomineerd |
| Billboard Music Awards          | 2023 | Top Billboard Global 200 Song          | Gewonnen    |
| Billboard Music Awards          | 2023 | Top Billboard Global (Excl. U.S.) Song | Gewonnen    |
| Musa Awards                     | 2023 | International Anglo Song of the Year   | Gewonnen    |
| Grammy Awards                   | 2024 | Record of the Year                     | Gewonnen    |
| Grammy Awards                   | 2024 | Song of the Year                       | Genomineerd |
| Grammy Awards                   | 2024 | Best Pop Solo Performance              | Gewonnen    |
| Brit Awards                     | 2024 | International Song of the Year         | Gewonnen    |
| iHeartRadio Music Awards        | 2024 | Song of the Year                       | Genomineerd |
| iHeartRadio Music Awards        | 2024 | Pop Song of the Year                   | Gewonnen    |
| iHeartRadio Music Awards        | 2024 | Best Music Video                       | Genomineerd |
| iHeartRadio Music Awards        | 2024 | Best Lyrics                            | Genomineerd |
| BMI Pop Awards                  | 2024 | Song of the Year                       | Gewonnen    |
| BMI Pop Awards                  | 2024 | Most-Performed Songs of the Year       | Gewonnen    |
| Nickelodeon Kids' Choice Awards | 2024 | Favorite Song                          | Genomineerd |

## Hitlijsten

### Nederlandse Top 40
| Hitnotering: 21-01-2023 t/m 22-07-2023 | Hitnotering: 21-01-2023 t/m 22-07-2023 | Hitnotering: 21-01-2023 t/m 22-07-2023 | Hitnotering: 21-01-2023 t/m 22-07-2023 | Hitnotering: 21-01-2023 t/m 22-07-2023 | Hitnotering: 21-01-2023 t/m 22-07-2023 | Hitnotering: 21-01-2023 t/m 22-07-2023 | Hitnotering: 21-01-2023 t/m 22-07-2023 | Hitnotering: 21-01-2023 t/m 22-07-2023 | Hitnotering: 21-01-2023 t/m 22-07-2023 | Hitnotering: 21-01-2023 t/m 22-07-2023 | Hitnotering: 21-01-2023 t/m 22-07-2023 | Hitnotering: 21-01-2023 t/m 22-07-2023 | Hitnotering: 21-01-2023 t/m 22-07-2023 | Hitnotering: 21-01-2023 t/m 22-07-2023 |
| Week:                                  | 1                                      | 2                                      | 3                                      | 4                                      | 5                                      | 6                                      | 7                                      | 8                                      | 9                                      | 10                                     | 11                                     | 12                                     | 13                                     | 14                                     |
| -------------------------------------- | -------------------------------------- | -------------------------------------- | -------------------------------------- | -------------------------------------- | -------------------------------------- | -------------------------------------- | -------------------------------------- | -------------------------------------- | -------------------------------------- | -------------------------------------- | -------------------------------------- | -------------------------------------- | -------------------------------------- | -------------------------------------- |
| Positie:                               | 4                                      | 1                                      | 1                                      | 1                                      | 1                                      | 1                                      | 1                                      | 1                                      | 1                                      | 1                                      | 1                                      | 1                                      | 1                                      | 1                                      |
| Week:                                  | 15                                     | 16                                     | 17                                     | 18                                     | 19                                     | 20                                     | 21                                     | 22                                     | 23                                     | 24                                     | 25                                     | 26                                     | 27                                     |                                        |
| Positie:                               | 1                                      | 1                                      | 1                                      | 2                                      | 5                                      | 7                                      | 10                                     | 15                                     | 20                                     | 23                                     | 27                                     | 31                                     | 39                                     | uit                                    |

### NederlandseSingle Top 100
| Hitnotering (week 1 t/m 44): 21-01-2023 t/m 18-11-2023 Hitnotering (week 45 t/m 46): 02-12-2023 t/m 09-12-2023 Hitnotering (week 47 tot heden): 06-01-2024 tot heden | Hitnotering (week 1 t/m 44): 21-01-2023 t/m 18-11-2023 Hitnotering (week 45 t/m 46): 02-12-2023 t/m 09-12-2023 Hitnotering (week 47 tot heden): 06-01-2024 tot heden | Hitnotering (week 1 t/m 44): 21-01-2023 t/m 18-11-2023 Hitnotering (week 45 t/m 46): 02-12-2023 t/m 09-12-2023 Hitnotering (week 47 tot heden): 06-01-2024 tot heden | Hitnotering (week 1 t/m 44): 21-01-2023 t/m 18-11-2023 Hitnotering (week 45 t/m 46): 02-12-2023 t/m 09-12-2023 Hitnotering (week 47 tot heden): 06-01-2024 tot heden | Hitnotering (week 1 t/m 44): 21-01-2023 t/m 18-11-2023 Hitnotering (week 45 t/m 46): 02-12-2023 t/m 09-12-2023 Hitnotering (week 47 tot heden): 06-01-2024 tot heden | Hitnotering (week 1 t/m 44): 21-01-2023 t/m 18-11-2023 Hitnotering (week 45 t/m 46): 02-12-2023 t/m 09-12-2023 Hitnotering (week 47 tot heden): 06-01-2024 tot heden | Hitnotering (week 1 t/m 44): 21-01-2023 t/m 18-11-2023 Hitnotering (week 45 t/m 46): 02-12-2023 t/m 09-12-2023 Hitnotering (week 47 tot heden): 06-01-2024 tot heden | Hitnotering (week 1 t/m 44): 21-01-2023 t/m 18-11-2023 Hitnotering (week 45 t/m 46): 02-12-2023 t/m 09-12-2023 Hitnotering (week 47 tot heden): 06-01-2024 tot heden | Hitnotering (week 1 t/m 44): 21-01-2023 t/m 18-11-2023 Hitnotering (week 45 t/m 46): 02-12-2023 t/m 09-12-2023 Hitnotering (week 47 tot heden): 06-01-2024 tot heden | Hitnotering (week 1 t/m 44): 21-01-2023 t/m 18-11-2023 Hitnotering (week 45 t/m 46): 02-12-2023 t/m 09-12-2023 Hitnotering (week 47 tot heden): 06-01-2024 tot heden | Hitnotering (week 1 t/m 44): 21-01-2023 t/m 18-11-2023 Hitnotering (week 45 t/m 46): 02-12-2023 t/m 09-12-2023 Hitnotering (week 47 tot heden): 06-01-2024 tot heden | Hitnotering (week 1 t/m 44): 21-01-2023 t/m 18-11-2023 Hitnotering (week 45 t/m 46): 02-12-2023 t/m 09-12-2023 Hitnotering (week 47 tot heden): 06-01-2024 tot heden | Hitnotering (week 1 t/m 44): 21-01-2023 t/m 18-11-2023 Hitnotering (week 45 t/m 46): 02-12-2023 t/m 09-12-2023 Hitnotering (week 47 tot heden): 06-01-2024 tot heden | Hitnotering (week 1 t/m 44): 21-01-2023 t/m 18-11-2023 Hitnotering (week 45 t/m 46): 02-12-2023 t/m 09-12-2023 Hitnotering (week 47 tot heden): 06-01-2024 tot heden | Hitnotering (week 1 t/m 44): 21-01-2023 t/m 18-11-2023 Hitnotering (week 45 t/m 46): 02-12-2023 t/m 09-12-2023 Hitnotering (week 47 tot heden): 06-01-2024 tot heden | Hitnotering (week 1 t/m 44): 21-01-2023 t/m 18-11-2023 Hitnotering (week 45 t/m 46): 02-12-2023 t/m 09-12-2023 Hitnotering (week 47 tot heden): 06-01-2024 tot heden | Hitnotering (week 1 t/m 44): 21-01-2023 t/m 18-11-2023 Hitnotering (week 45 t/m 46): 02-12-2023 t/m 09-12-2023 Hitnotering (week 47 tot heden): 06-01-2024 tot heden | Hitnotering (week 1 t/m 44): 21-01-2023 t/m 18-11-2023 Hitnotering (week 45 t/m 46): 02-12-2023 t/m 09-12-2023 Hitnotering (week 47 tot heden): 06-01-2024 tot heden | Hitnotering (week 1 t/m 44): 21-01-2023 t/m 18-11-2023 Hitnotering (week 45 t/m 46): 02-12-2023 t/m 09-12-2023 Hitnotering (week 47 tot heden): 06-01-2024 tot heden | Hitnotering (week 1 t/m 44): 21-01-2023 t/m 18-11-2023 Hitnotering (week 45 t/m 46): 02-12-2023 t/m 09-12-2023 Hitnotering (week 47 tot heden): 06-01-2024 tot heden | Hitnotering (week 1 t/m 44): 21-01-2023 t/m 18-11-2023 Hitnotering (week 45 t/m 46): 02-12-2023 t/m 09-12-2023 Hitnotering (week 47 tot heden): 06-01-2024 tot heden |
| Week: | 1 | 2 | 3 | 4 | 5 | 6 | 7 | 8 | 9 | 10 | 11 | 12 | 13 | 14 | 15 | 16 | 17 | 18 | 19 | 20 |
| --- | --- | --- | --- | --- | --- | --- | --- | --- | --- | --- | --- | --- | --- | --- | --- | --- | --- | --- | --- | --- |
| Positie: | 2 | 1 | 1 | 1 | 2 | 2 | 1 | 1 | 1 | 1 | 1 | 1 | 1 | 4 | 5 | 6 | 8 | 8 | 9 | 11 |
| Week: | 21 | 22 | 23 | 24 | 25 | 26 | 27 | 28 | 29 | 30 | 31 | 32 | 33 | 34 | 35 | 36 | 37 | 38 | 39 | 40 |
| Positie: | 15 | 16 | 19 | 20 | 20 | 23 | 26 | 27 | 31 | 29 | 30 | 34 | 40 | 41 | 49 | 58 | 55 | 67 | 74 | 74 |
| Week: | 41 | 42 | 43 | 44 | | 45 | 46 | | 47 | | | | | | | | | | | |
| Positie: | 74 | 88 | 91 | 97 | uit | 94 | 74 | uit | 59 | | | | | | | | | | | |

### VlaamseUltratop 50
| Hitnotering (week 1 t/m 35): 21-01-2023 t/m 16-09-2023 Hitnotering (week 36 tot 37): 06-01-2024 tot 20-01-2024 Hitnotering (week 38): 05-01-2025 tot 12-01-2025 | Hitnotering (week 1 t/m 35): 21-01-2023 t/m 16-09-2023 Hitnotering (week 36 tot 37): 06-01-2024 tot 20-01-2024 Hitnotering (week 38): 05-01-2025 tot 12-01-2025 | Hitnotering (week 1 t/m 35): 21-01-2023 t/m 16-09-2023 Hitnotering (week 36 tot 37): 06-01-2024 tot 20-01-2024 Hitnotering (week 38): 05-01-2025 tot 12-01-2025 | Hitnotering (week 1 t/m 35): 21-01-2023 t/m 16-09-2023 Hitnotering (week 36 tot 37): 06-01-2024 tot 20-01-2024 Hitnotering (week 38): 05-01-2025 tot 12-01-2025 | Hitnotering (week 1 t/m 35): 21-01-2023 t/m 16-09-2023 Hitnotering (week 36 tot 37): 06-01-2024 tot 20-01-2024 Hitnotering (week 38): 05-01-2025 tot 12-01-2025 | Hitnotering (week 1 t/m 35): 21-01-2023 t/m 16-09-2023 Hitnotering (week 36 tot 37): 06-01-2024 tot 20-01-2024 Hitnotering (week 38): 05-01-2025 tot 12-01-2025 | Hitnotering (week 1 t/m 35): 21-01-2023 t/m 16-09-2023 Hitnotering (week 36 tot 37): 06-01-2024 tot 20-01-2024 Hitnotering (week 38): 05-01-2025 tot 12-01-2025 | Hitnotering (week 1 t/m 35): 21-01-2023 t/m 16-09-2023 Hitnotering (week 36 tot 37): 06-01-2024 tot 20-01-2024 Hitnotering (week 38): 05-01-2025 tot 12-01-2025 | Hitnotering (week 1 t/m 35): 21-01-2023 t/m 16-09-2023 Hitnotering (week 36 tot 37): 06-01-2024 tot 20-01-2024 Hitnotering (week 38): 05-01-2025 tot 12-01-2025 | Hitnotering (week 1 t/m 35): 21-01-2023 t/m 16-09-2023 Hitnotering (week 36 tot 37): 06-01-2024 tot 20-01-2024 Hitnotering (week 38): 05-01-2025 tot 12-01-2025 | Hitnotering (week 1 t/m 35): 21-01-2023 t/m 16-09-2023 Hitnotering (week 36 tot 37): 06-01-2024 tot 20-01-2024 Hitnotering (week 38): 05-01-2025 tot 12-01-2025 | Hitnotering (week 1 t/m 35): 21-01-2023 t/m 16-09-2023 Hitnotering (week 36 tot 37): 06-01-2024 tot 20-01-2024 Hitnotering (week 38): 05-01-2025 tot 12-01-2025 | Hitnotering (week 1 t/m 35): 21-01-2023 t/m 16-09-2023 Hitnotering (week 36 tot 37): 06-01-2024 tot 20-01-2024 Hitnotering (week 38): 05-01-2025 tot 12-01-2025 | Hitnotering (week 1 t/m 35): 21-01-2023 t/m 16-09-2023 Hitnotering (week 36 tot 37): 06-01-2024 tot 20-01-2024 Hitnotering (week 38): 05-01-2025 tot 12-01-2025 | Hitnotering (week 1 t/m 35): 21-01-2023 t/m 16-09-2023 Hitnotering (week 36 tot 37): 06-01-2024 tot 20-01-2024 Hitnotering (week 38): 05-01-2025 tot 12-01-2025 | Hitnotering (week 1 t/m 35): 21-01-2023 t/m 16-09-2023 Hitnotering (week 36 tot 37): 06-01-2024 tot 20-01-2024 Hitnotering (week 38): 05-01-2025 tot 12-01-2025 | Hitnotering (week 1 t/m 35): 21-01-2023 t/m 16-09-2023 Hitnotering (week 36 tot 37): 06-01-2024 tot 20-01-2024 Hitnotering (week 38): 05-01-2025 tot 12-01-2025 | Hitnotering (week 1 t/m 35): 21-01-2023 t/m 16-09-2023 Hitnotering (week 36 tot 37): 06-01-2024 tot 20-01-2024 Hitnotering (week 38): 05-01-2025 tot 12-01-2025 | Hitnotering (week 1 t/m 35): 21-01-2023 t/m 16-09-2023 Hitnotering (week 36 tot 37): 06-01-2024 tot 20-01-2024 Hitnotering (week 38): 05-01-2025 tot 12-01-2025 | Hitnotering (week 1 t/m 35): 21-01-2023 t/m 16-09-2023 Hitnotering (week 36 tot 37): 06-01-2024 tot 20-01-2024 Hitnotering (week 38): 05-01-2025 tot 12-01-2025 | Hitnotering (week 1 t/m 35): 21-01-2023 t/m 16-09-2023 Hitnotering (week 36 tot 37): 06-01-2024 tot 20-01-2024 Hitnotering (week 38): 05-01-2025 tot 12-01-2025 |
| Week: | 1 | 2 | 3 | 4 | 5 | 6 | 7 | 8 | 9 | 10 | 11 | 12 | 13 | 14 | 15 | 16 | 17 | 18 | 19 | 20 |
| --- | --- | --- | --- | --- | --- | --- | --- | --- | --- | --- | --- | --- | --- | --- | --- | --- | --- | --- | --- | --- |
| Positie: | 1 | 1 | 1 | 1 | 1 | 1 | 1 | 2 | 1 | 1 | 1 | 1 | 1 | 1 | 1 | 1 | 1 | 3 | 3 | 3 |
| Week: | 21 | 22 | 23 | 24 | 25 | 26 | 27 | 28 | 29 | 30 | 31 | 32 | 33 | 34 | 35 | | 36 | 37 | | 38 |
| Positie: | 4 | 7 | 9 | 9 | 11 | 11 | 14 | 11 | 10 | 17 | 19 | 19 | 30 | 31 | 45 | uit | 35 | 39 | uit | 31 |

### NPO Radio 2 Top 2000
| Nummer met noteringen in de NPO Radio 2 Top 2000 | '23 | '24 |
| ------------------------------------------------ | --- | --- |
| Flowers                                          | 952 | 587 |

1. ↑  Een vetgedrukt getal geeft de hoogste notering aan.
2. ↑  2023 was het eerste jaar met een notering voor dit nummer.